# Calocarides amurensis
Calocarides amurensis is een tienpotigensoort uit de familie van de Axiidae. De wetenschappelijke naam van de soort is voor het eerst geldig gepubliceerd in 1937 door Kobjakova.